# Noble M600

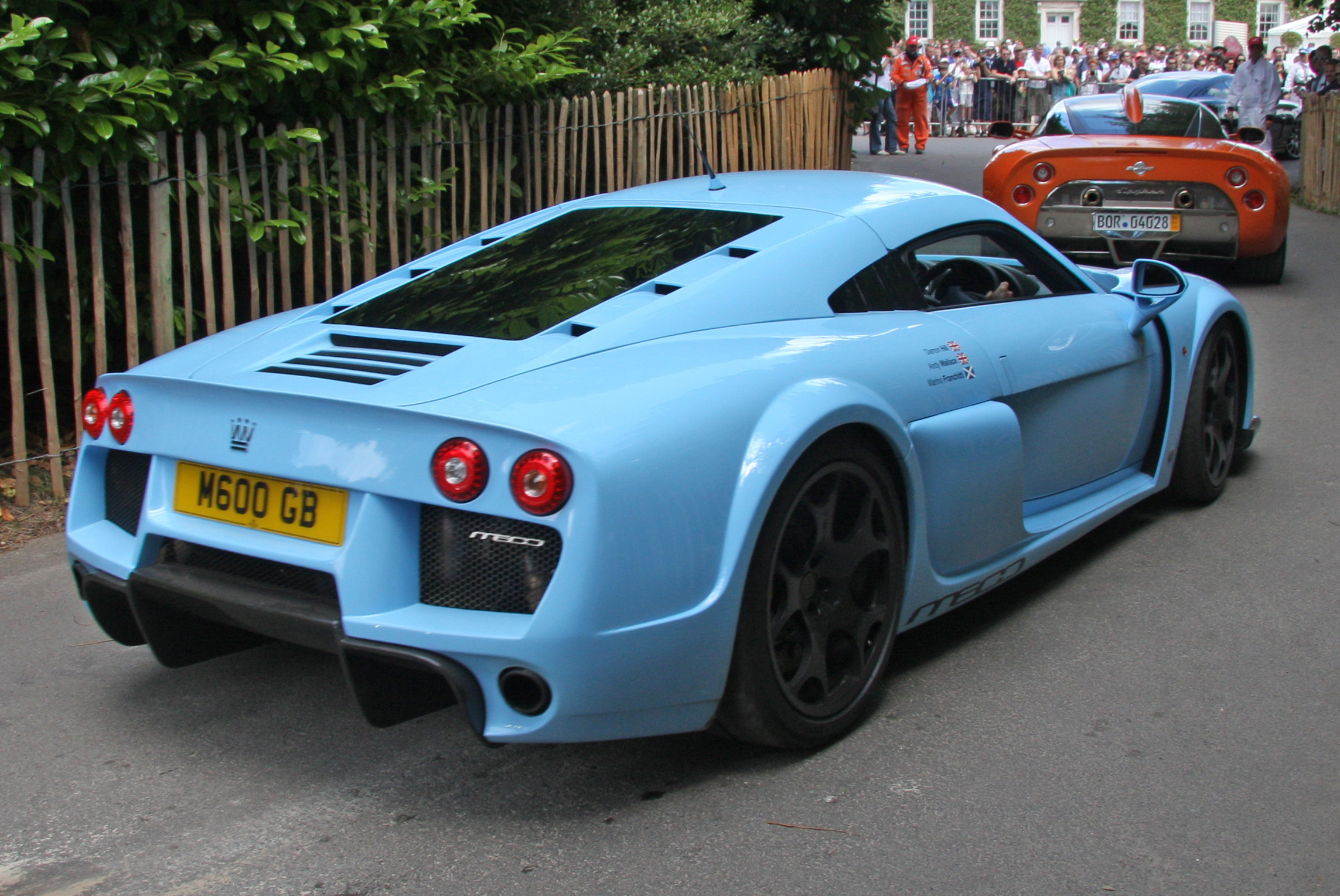
M600 сзади

Noble M600 — британский суперкар, выпускаемый автопроизводителем Noble Automotive с 2010 года. Является наследником Noble M15. Впервые был представлен 19 сентября 2009 года на фестивале скорости в Гудвуде (Западный Суссекс).

## Спецификации

### Двигатель и трансмиссия
На M600 используется 4,4-литровый восьмицилиндровый V-образный двигатель Volvo B8444S V8, цилиндры которого расположены под углом 60 градусов друг к другу. Разработчиком его является компания Yamaha Motor Company, однако на сам автомобиль ставится версия от Volvo XC90, оборудованная при этом битурбонаддувом от Garrett. Покупателям предлагается на выбор 3 версии автомобиля с разными настройками двигателя: дорожная, трековая и гоночная, а также различные изменения в интерьере. На M600 устанавливается 6-ступенчатая механическая коробка передач от Graziano.

### Характеристики
Максимальная скорость M600 составляет 362 км/ч, благодаря чему он входит в десятку быстрейших производящихся сейчас дорожных автомобилей. До «сотни» он разгоняется за 3,1 секунды, до сотни миль (161 км/ч) — за 6,5 секунд, а до 120 миль в час (192 км/ч) — за 8,9 секунд. Четверть миль он проходит за 11 секунд, милю — за 19,9 секунд. Соотношение мощности к весу составляет 520 брутто-л.с. на тонну.

### Цены
В Великобритании автомобиль можно приобрести за 200 000 £ или 330 000 $ США.

## Критика и восприятие
Автомобиль не оборудуется ABS, поэтому его колёса легко заблокировать при чрезмерном нажатии на педаль тормоза. Кроме того, по словам автомобильного журналиста Джона Баркера, зеркала заднего вида имеют плохую обзорность. По его словам водительское зеркало мешает смотреть в правые повороты (производился тест-драйв праворульной версии автомобиля). Также автомобиль непросто получить, так как только 50 их производится каждый год.
Дважды автомобиль показывался на автомобильном телешоу Top Gear: в первый раз производился тест-драйв автомобиля Джереми Кларксоном, который высоко оценил автомобиль, позже их пилот-испытатель Стиг проехался на M600 на треке Top Gear, в результате чего автомобиль оказался быстрее Pagani Zonda F Roadster и Bugatti Veyron 16.4 с результатом 1:17,7 в холодную погоду. Через несколько месяцев Ричард Хаммонд на леворульной версии автомобиля, вместе с Джереми на Lamborghini Aventador и Джеймсом Мэем на McLaren MP4-12C отправились в Италию, однако во время поездки у M600 сломалась коробка передач и автомобиль пришлось заменить. Кроме того, автомобиль показывался на американской версии Top Gear, где он также удостоился похвал. Его попытались разогнать до максимальной скорости, однако на скорости 346 км/ч его пришлось остановить, так как он вышел за пределы посадочной полосы; кроме того, водитель автомобиля Таннер Фауст испытывал тяжелые вибрации во время этой поездки.